# Chester (Illinois)
Chester – miasto w Stanach Zjednoczonych, w stanie Illinois, siedziba administracyjna hrabstwa Randolph.